# PCGamesN
PCGamesN — британский электронный журнал о компьютерных играх, основанный в 2012 году. Является дочерней компанией Network N.

## История
Материнская компания PCGamesN, Network N, была основана в конце мая 2012 года бывшим сотрудником Future Publishing Джеймсом Биннсом. Месяцем позже был запущен электронный журнал PCGamesN. Первоначальной задумкой сайта было размещение каналов для отдельных франшиз и смешение авторского контента с агрегированным и пользовательским. Команда сайта в момент запуска включала Тима Эдвардса, бывшего редактора PC Gamer. В августе 2012 года на PCGamesN было добавлено 10 новых каналов и 2 новых редактора, в результате чего число сотрудников доросло до семи. В 2015 году к сайту присоединились редакторы GamesMaster и Official PlayStation Magazine.